# Kékkoronás pipra
A kékkoronás pipra (Lepidothrix coronata) a madarak osztályának verébalakúak (Passeriformes) rendjébe és a piprafélék (Pipridae) családjába tartozó faj.

## Rendszerezése
A fajt Johann Baptist von Spix német biológus írta le 1825-ben, a Pipra nembe Pipra coronata néven.

## Alfajai
- Lepidothrix coronata caelestipileata (Goeldi, 1905)
- Lepidothrix coronata caquetae (Meyer de Schauensee, 1953)
- Lepidothrix coronata carbonata (Todd, 1925)
- Lepidothrix coronata coronata (Spix, 1825)
- Lepidothrix coronata exquisita (Hellmayr, 1905)
- Lepidothrix coronata minuscula (Todd, 1919)
- Lepidothrix coronata regalis (Bond & Meyer de Schauensee, 1940)
- Lepidothrix coronata velutina (Berlepsch, 1883)[2]

## Előfordulása
Közép-Amerika déli és Dél-Amerika északnyugati részén, Costa Rica, Panama, Bolívia, Brazília, Kolumbia, Ecuador, Peru és Venezuela területén honos. 
Természetes élőhelyei a szubtrópusi és trópusi síkvidéki és hegyi esőerdők. Állandó, nem vonuló faj.

## Megjelenése
Testhossza 9 centiméter.
|  |  |

## Életmódja
Kisebb gyümölcsökkel és rovarokkal táplálkozik.

## Természetvédelmi helyzete
Az elterjedési területe rendkívül nagy, egyedszáma viszont csökkenő, de még nem éri el a kritikus szintet. A Természetvédelmi Világszövetség Vörös listáján nem fenyegetett fajként szerepel.